# Pyura curvigona
Pyura curvigona är en sjöpungsart som beskrevs av Takasi Tokioka 1950. Pyura curvigona ingår i släktet Pyura och familjen lädermantlade sjöpungar. Inga underarter finns listade i Catalogue of Life.